# 22422 Kenmount Hill
22422 Kenmount Hill è un asteroide della fascia principale. Scoperto nel 1995, presenta un'orbita caratterizzata da un semiasse maggiore pari a 2,5209534 UA e da un'eccentricità di 0,1502407, inclinata di 6,36111° rispetto all'eclittica.